# Krebs
Krebs je priimek več znanih oseb:

## Znani slovenski nosilci priimka
- Irma Pavlinič Krebs (*1963), pravnica, odvetnica in političarka
- Matej Krebs (*1974), gorski tekač
- Nik Krebs, veslač

## Znani tuji nosilci priimka
- Diether Krebs (1947—2000), nemški igralec
- Edwin Krebs (1918—2009), ameriški biolog, nobelovec leta 1992
- Hans Krebs (1898—1945), nemški general
- Hans Adolf Krebs (1900—1981), nemško-angleški zdravnik in biokemik, nobelovec leta 1953
- John (Richard) Krebs (* 1945) angleški zoolog, ornitolog, etolog/ekolog ptic
- Konrad Krebs (1492—1540), nemški stavbenik
- Norbert Krebs (1876—1947), avstrijski geograf